# Enchanted Oaks
Enchanted Oaks – miasto w Stanach Zjednoczonych, w stanie Teksas, w hrabstwie Henderson.